# Nasua
Nasua, llamados coatíes, pizotes o gatos solos, es un género con dos especies de pequeños mamíferos omnívoros americanos de la familia de los prociónidos. Habita desde el sur de Estados Unidos hasta el norte de Argentina, Paraguay y Uruguay. Es un animal social y puede congregarse en grupos de más de 50 individuos. Es arborícola. Se alimenta de insectos, reptiles, anfibios, pequeños mamíferos, también de frutos y semillas.

## Taxonomía
Gottlieb Conrad Storr creó el género sobre la especie de Linné Viverra nasua, y dice: “Y el hurón, al que se le da el apodo de nasua y narica”. Linné describe la especie (“Nariz de oso, alargada y móvil”), basándose en el coatí, de Marcgrave (1648).

### Etimología
Tomado del latín científico "Nasua" (nariz), atestiguada en esta lengua al menos desde 1766, en el "Systema naturae per regna tria naturae".
El nombre común es una voz tomada del guaraní "coatí" ("kuatĩ" en guaraní paraguayo), y esta, a su vez, de "coá" (largo), y "tĩ" (nariz). Sin embargo, el vocablo francés "coati", documentado desde 1558, y el inglés "coati", registrado desde 1676, que registran esta voz de origen guaraní con anterioridad, hacen que sea difícil discernir si la palabra coatí entró al léxico español directamente del guaraní o a través de alguna otra lengua.

## Distribución
Habitan en América, desde el sur de Estados Unidos hasta las provincias argentinas de Córdoba, Entre Ríos, Corrientes, Misiones, el norte de Uruguay y el sureste de Paraguay. Están adaptados principalmente a biomas cálidos y húmedos en los que predomine una foresta densa, siendo la población de Arizona casi una excepción.

### Carácter invasor en España
Debido a su potencial colonizador y constituir una amenaza grave para las especies autóctonas, los hábitats o los ecosistemas, todas las especies del género Nasua han sido incluidas en el Catálogo Español de Especies Exóticas Invasoras, regulado por el Real Decreto 630/2013, de 2 de agosto, estando prohibida en España su introducción en el medio natural, posesión, transporte, tráfico y comercio.

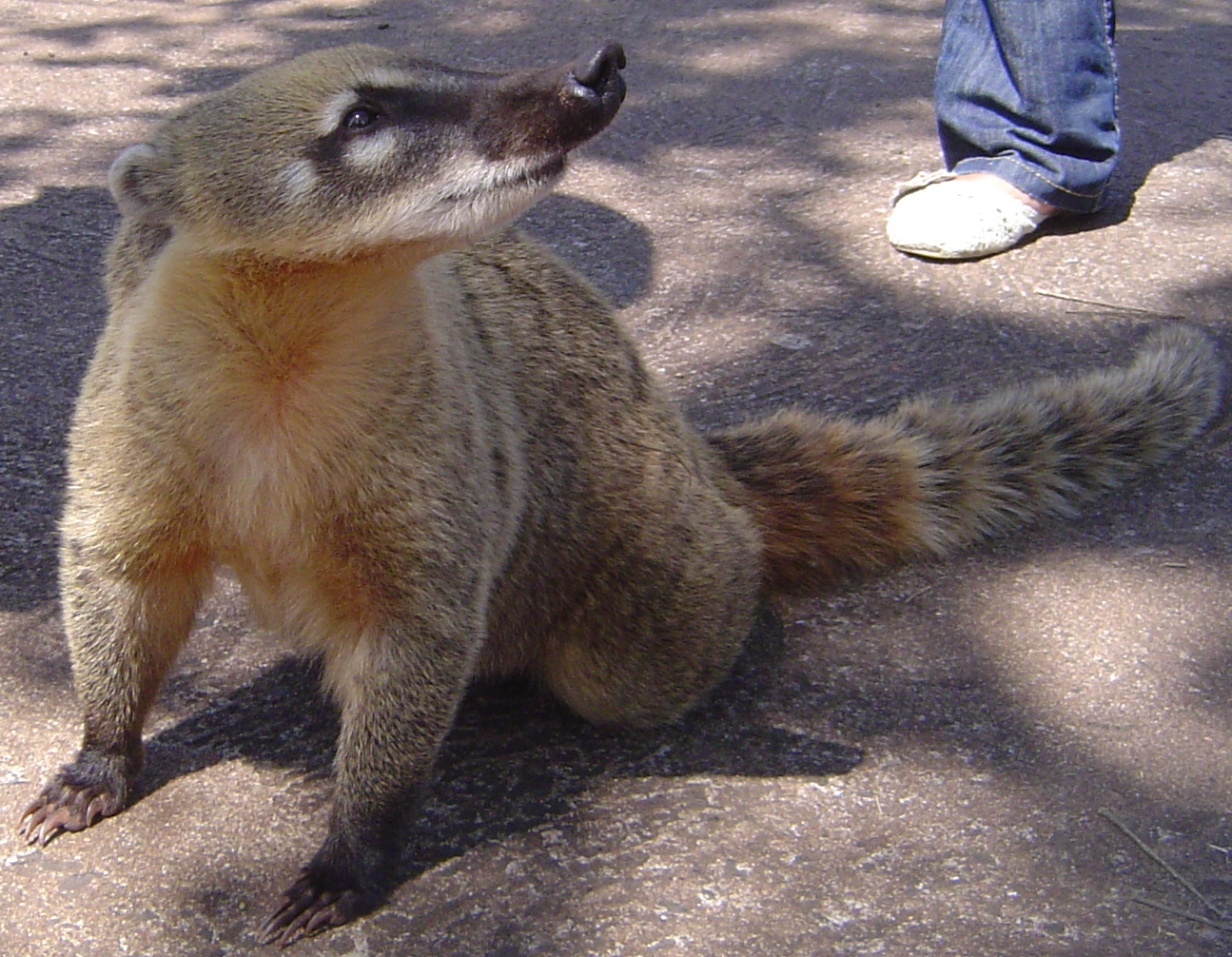
Coatí en parque nacional Iguazú, Argentina.

## Características
Miden entre 40 a 140 cm de longitud, según sea la especie. En esta medición se cuenta su alargada cola, que tiene por sí sola una longitud equiparable a la del resto del cuerpo. Sus alturas a nivel de la cruz son muy reducidas (raramente, más de 30 cm). Poseen extremidades cortas concluidas en fuertes uñas que les permiten horadar suelos de tierra bastante duros, hocico alargado y puntiagudo que les facilita un excelente olfato, ojos relativamente grandes y orejas cortas. Sus pelajes tiene colores que varían desde el castaño hasta el negro, pasando por el rojizo.[cita requerida]

## Costumbres
Marchan fácilmente por el suelo, apoyando toda la planta de sus pies al modo de los plantígrados, así como también son hábiles arborícolas debido a una articulación flexible en sus tobillos, la cual les permite descender velozmente cabeza abajo por los troncos de los árboles.
Por su alimentación son omnívoros, aunque dentro de su dieta se les puede considerar (según las circunstancias) como insectívoros o —si abundan las frutas— como frugívoros. Además de insectos y frutas, su dieta incluye huevos y pichones.
Los coatíes (cualquiera que sea su especie) son animales sociales que viven agrupados en bandas de entre 5 a 20 individuos, bandas o manadas integradas casi siempre solo por hembras y machos jóvenes, puesto que los machos adultos tienen hábitos solitarios. El período de gestación dura en promedio 65 días. Unas cuatro semanas antes de alumbrar, la hembra preñada construye en las ramas de los árboles un nido. Allí pare entre 2 a 6 crías, que se mantienen en el nido hasta 6 semanas. De apariencia simpática, no dejan de ser animales silvestres. Suelen acercarse al ser humano, interesados por la comida.
Este animal vive en bosques y selvas, moviéndose con igual agilidad por el suelo que por los árboles, que es donde buscan refugio para descansar, y
cuando se desplazan por tierra en busca de alimento lo hacen de un modo muy característico, con la cola levantada en posición casi vertical y moviéndose con rapidez.

## Otros nombres
Reciben también los nombres de cusumbos, cusumbosolos, cuchuchos, guaches, gatos solos, mípalos, pizotes, misha, o mishasho en Perú.
En México también se les conoce como tejón.